# Vincent Regan

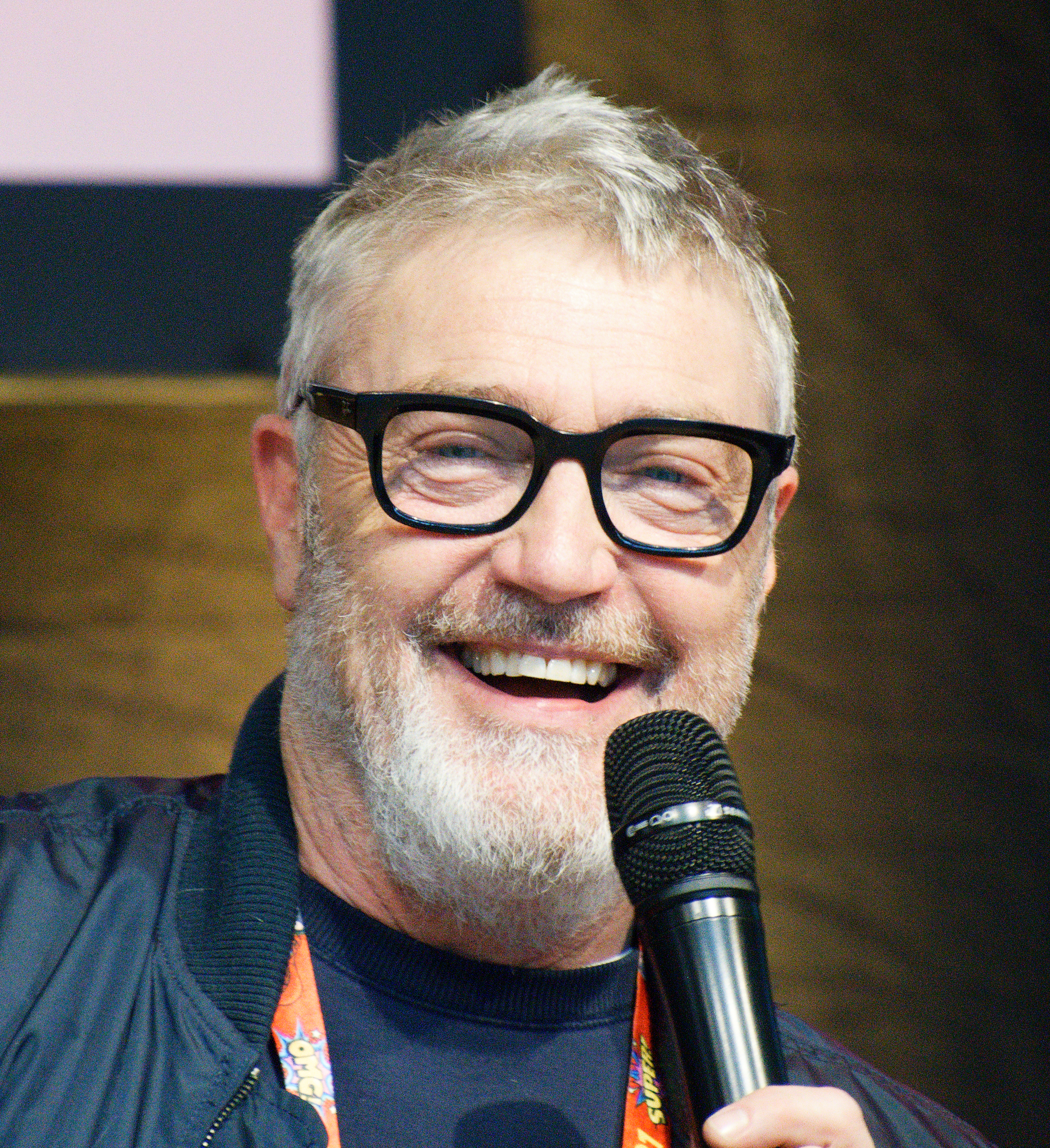
Vincent Regan auf der Comic Con Germany 2023 in Stuttgart

Vincent Regan (* 16. Mai 1965 in Swansea, Wales) ist ein britischer Schauspieler, der für seine Rolle in 300 als Leonidas’ Hauptmann international bekannt wurde.

## Leben
Vincent Regan ist der Sohn irischer Einwanderer. Als er 18 Jahre alt war, kehrte er zusammen mit seinen Eltern nach Irland zurück. Von diesem Zeitpunkt an begann er, in Fernsehproduktionen mitzuspielen – hauptsächlich in Irland und Großbritannien. In den letzten Jahren war er in den Fernsehserien Hustle, Plan Man, Messiah II und Rescue Me zu sehen.
1999 erhielt Regan eine Irish Best Actor-Nominierung für seine Leistung in der preisgekrönten Fernsehserie Eureka Street. Des Weiteren tauchte er in den Fernsehproduktionen Die Bibel – Jeremia, Murphy’s Law und Call Red auf.
Ebenfalls spielte er in Spielfilmen wie The Point Men oder Ein ganz gewöhnlicher Dieb – Ordinary Decent Criminal mit. Auch in Troja mit Brad Pitt, in der Abenteuerkomödie Ritter Jamal – Eine schwarze Komödie neben Martin Lawrence und in Luc Bessons Johanna von Orleans sowie in Unleashed – Entfesselt mit Jet Li wurde Regan als Schauspieler besetzt. Seine wohl bekannteste Rolle ist die des Hauptmanns im Film 300.
Regan spielte auch in Miniserien wie 2009 in dem Remake von Nummer 6, 2010 in der vierteiligen BBC-Miniserie Die Weihnachtsgeschichte – Das größte Wunder aller Zeiten, basierend auf der Geschichte der Geburt Jesu von Nazaret nach dem Neuen Testament, als Herodes und 2012 in Hit & Miss neben Chloë Sevigny. Anfang März 2022 wurde bekannt, dass er die Rolle des Marine-Vizeadmirals Monkey D. Garp in der Netflix-Original-Fernsehserie One Piece – eine Realfilmadaption des Animes One Piece – verkörpern wird.
Neben dem Schauspielern betätigt sich Regan als Drehbuchautor sowie Regisseur (Miss June). Er hat eine eigene Filmgesellschaft.

## Privatleben
Seit 2001 ist Regan mit Amelia Curtis verheiratet, die ebenfalls Schauspielerin ist. Im Jahr 2006 bekam das Paar eine Tochter. 2012 wurden die beiden Eltern eines Sohnes. Aus einer früheren Beziehung stammt die Tochter Chloe Regan.

## Filmografie (Auswahl)
- 1993, 1995: The Bill (Fernsehserie, 2 Folgen)
- 1994: Black Beauty
- 1996: Hard Men
- 1998: Die Bibel – Jeremia (Jeremiah)
- 1999: Johanna von Orleans (The Messenger : The Story of Joan of Arc)
- 2000: Ein ganz gewöhnlicher Dieb – Ordinary Decent Criminal (Ordinary Decent Criminal)
- 2001: The Point Men
- 2001: Ritter Jamal – Eine schwarze Komödie (Black Knight)
- 2004: Troja (Troy)
- 2005: Unleashed – Entfesselt (Danny The Dog)
- 2005: Empire (Miniserie)
- 2006: 300
- 2007: Agatha Christie’s Marple – Bertrams Hotel (At Bertram’s Hotel, Fernsehreihe)
- 2009: Eve
- 2009: The Big I Am
- 2009: The Prisoner – Der Gefangene (The Prisoner; Miniserie)
- 2010: Kampf der Titanen (Clash of the Titans)
- 2010: Die Weihnachtsgeschichte – Das größte Wunder aller Zeiten (The Nativity, Miniserie, 4 Episoden)
- 2010: Footsoldier 2 (Bonded by Blood)
- 2010: Kommissar Wallander: Der Mann, der lächelte (Wallander, Fernsehserie, Episode 2x02: The Man Who Smiled)
- 2011: George Gently – Der Unbestechliche (Inspector George Gently; Fernsehserie, 1 Folge)
- 2011–2012: Scott & Bailey (Fernsehserie, 5 Episoden)
- 2011: The Holding
- 2012: Lockout
- 2012: Snow White and the Huntsman
- 2012: Hit & Miss (Miniserie, 4 Episoden)
- 2012: Footsoldiers of Berlin – Ihr Wort ist Gesetz (St George’s Day)
- 2012: Strike Back (Fernsehserie, 10 Episoden)
- 2012: Silent Witness (Fernsehserie, 2 Folgen)
- 2013: Elefanten vergessen nicht (Agatha Christie’s Poirot; Fernsehserie, Episode 13x01 Elephants Can Remember)
- 2013: New Tricks – Die Krimispezialisten (New Tricks; Fernsehserie, 2 Episoden)
- 2014: Die Musketiere (The Musketeers, Fernsehserie, Episode 1x04)
- 2014: Inspector Barnaby (Midsomer Murders, Fernsehserie, Episode 16x02)
- 2014: Atlantis (Fernsehserie, 5 Episoden)
- 2015–2018: The Royals (Fernsehserie, 14 Episoden)
- 2018: Tango One
- 2018: Ein Dorf zieht blank (Normandie nue)
- 2018: Vera – Ein ganz spezieller Fall (Vera, Fernsehserie, 1 Episode)
- 2019: Poldark (Fernsehserie, 6 Episoden)
- 2019: Dark Encounter
- 2019: Traces (Fernsehserie)
- 2023: Luther: The Fallen Sun
- 2023: One Piece (Fernsehserie)
- 2023: Aquaman: Lost Kingdom (Aquaman and the Lost Kingdom)
- 2024: House of the Dragon (Fernsehserie)